# Paradentalium gradile
Paradentalium gradile är en blötdjursart som beskrevs av Chistikov 1979. Paradentalium gradile ingår i släktet Paradentalium och familjen Dentaliidae. Inga underarter finns listade i Catalogue of Life.